# Политическая партия «Партия Европейские Левые» (Молдова)
Политическая партия «Партия Европейские Левые» (рум. Partidul Politic «Partidul Stînga Europeană») — левая политическая партия в Республике Молдова. Образована 16 сентября 2010 года. Лидером стал Олег Онищенко. 7 марта 2015 года партию возглавил экс-депутат парламента от ПКРМ Григорий Петренко.

## Руководство партии
- Григорий Петренко — председатель партии;
- Александр Рошко — первый вице-председатель партии.

## История

### Создание партии «Наш дом — Молдова»
Партия «Наш дом — Молдова» была образована на основе Общественной организации «Наш дом — Кишинёв», которая была создана муниципальным советником Олегом Онищенко. Учредительный съезд новой политической партии состоялся 30 июня 2008 года, и в качестве председателя был избран Олег Онищенко. Согласно уставным положениям Партия «Наш дом - Молдова» является политической партией, левоцентристской, народной, выступающей за построение в Республике Молдова правового государства, демократического и современного в соответствии с общими принципами Конституции Республики Молдова.
На 2-м съезде Партии 10 апреля 2015 года был избран новый председатель формирования - экс-депутат Парламента Григорий Петренко, который раннее был исключён из Партии коммунистов Республики Молдова.

### 3-й съезд ПНДМ
11 мая 2015 года прошёл 3-й съезд ПНДМ. Делегаты съезда решили переименовать Партию «Наш дом - Молдова» в «Красный блок» и одобрили новую программу деятельности партии, основанную на программе деятельности Партии коммунистов Республики Молдова в 2008 году. Также в рамках съезда обсуждались несколько заявлений о социально-политической ситуации в стране, в том числе заявление о политических репрессиях со стороны властей против активистов оппозиции, через которое потребовали освобождения из под домашнего ареста заключённых Павла Григорчука и Михаила Амерберга.
Председатель партии Григорий Петренко сказал, что «в Республике Молдова формируется новая левая партия, основанная на марксистской философии. Мы будем бороться без компромиссов против антинародного режима. Страна должна быть свободной от олигархической диктатуры».
В то же время съезд принял решение направить запрос о присоединении «Красного блока» к Союзу коммунистических партий и к Партии европейских левых.
Решения съезда не были зарегистрированы в уполномоченных государственных органах и не вступили в законную силу.

### 4-й съезд ПНДМ
5 апреля 2019 года прошёл 4-й съезд ПНДМ. Делегаты съезда решили переименовать Партию «Наш дом — Молдова» в Партию «Европейские Левые». Председателем партии избран Григорий Петренко, а Александр Рошко её первым вице-председателем.
Партия «Европейские Левые» (Stînga Europeană) является партией левого толка, открытой для всех граждан, кто разделяет идеи социальной справедливости, верховенства гражданских прав и свобод, подлинной демократии, интернационализма, антифашизма, феминизма и экосоциализма.

## Результаты на выборах
На всеобщих местных выборах 2011 года Партия «Наш дом — Молдова» получила 0,05 % в муниципальные и районные советы и 0,35 % в городские и сельские советы. Ни один из кандидатов партии не стал примаром.